# Comuna de Ciepielów
Ciepielów (polaco: Gmina Ciepielów) é uma gminy (comuna) na Polónia, na voivodia de Mazóvia e no condado de Lipski. A sede do condado é a cidade de Ciepielów.
De acordo com os censos de 2004, a comuna tem 5833 habitantes, com uma densidade 43,1 hab/km².

## Área
Estende-se por uma área de 135,3 km², incluindo:
- área agricola: 76%
- área florestal: 17%

## Demografia
Dados de 30 de Junho 2004:
|                      | Total   | Total | Mulheres | Mulheres | Homens  | Homens |
| -------------------- | ------- | ----- | -------- | -------- | ------- | ------ |
|                      | pessoas | %     | pessoas  | %        | pessoas | %      |
| População            | 5833    | 100   | 2874     | 49,3     | 2959    | 50,7   |
| Densidade (pop./km²) | 43,1    | 100   | 21,2     | 21,2     | 21,9    | 21,9   |

De acordo com dados de 2002, o rendimento médio per capita ascendia a 1385,63 zł.

## Subdivisões
- Antoniów-Czerwona, Anusin, Bąkowa, Bielany-Pasieki, Borowiec, Chotyze, Ciepielów, Ciepielów-Kolonia, Dąbrowa, Drezno, Gardzienice-Kolonia, Kałków, Kochanów-Sajdy, Kunegundów-Czarnolas, Łaziska, Marianki, Nowy Kawęczyn, Pcin, Podgórze, Podolany, Ranachów B, Rekówka, Stare Gardzienice, Stary Ciepielów, Świesielice, Wielgie, Wólka Dąbrowska.

## Comunas vizinhas
- Chotcza, Iłża, Kazanów, Lipsko, Rzeczniów, Sienno, Zwoleń